# Archispirostreptus arabs
Archispirostreptus arabs är en mångfotingart som först beskrevs av Pocock 1876.  Archispirostreptus arabs ingår i släktet Archispirostreptus och familjen Spirostreptidae. Inga underarter finns listade i Catalogue of Life.